# Chapelle des Parisiens (Sainte-Baume)
La chapelle des Parisiens ; appelée parfois chapelle des Morts, est une chapelle française située dans le massif de la Sainte-Baume, sur la commune de Plan-d'Aups-Sainte-Baume, dans le département du Var.
Cette chapelle édifiée au XVIIe siècle à l'initiative d'un notable d'Aix-en-Provence, pour y faire célébrer des messes à l'intention des défunts de sa famille, a été saccagée à la Révolution. Restaurée, plusieurs fois, elle est classée aux monuments historiques en 1913. Sa dernière restauration date de 2009.

## Historique
De style Louis XIII, elle a été construite en 1629 à l’initiative de M. Esprit Blanc, contrôleur général des décimes d'Aix-en-Provence. Esprit Blanc dote d'une pension annuelle de trente livres, à condition que quinze messes soient célébrées dans l'année, dont une pour la fête de la commémorations des morts, « en l'honneur de ses parents, de ses amis et de ses ennemis ».
Lors de la Révolution française, elle est ravagée par les révolutionnaires qui viennent piller la grotte. Restaurée après la Révolution, la chapelle est classée par les services de l'État (en même temps que les 3 oratoires situés dans la forêt) au titre des Monuments Historiques par arrêté du 22 juillet 1913.
Au début des années 2000, la chapelle est très dégradée. Un important chantier de restauration est lancé, sous le contrôle de Bernard Fournie-Eche, architecte des Bâtiments de France. La restauration, terminée en 2009, vaudra le « ruban du patrimoine 2009 » au maire de Plan-d'Aups, promoteur du projet.

## Description
La chapelle se trouve dans la forêt de la Sainte-Baume au bord du chemin conduisant de la grotte au Saint-Pilon.
Construite pour prier pour les défunts de la famille du donateur, elle a parfois été dénommée « chapelle des morts ». Son nom « chapelle des Parisiens » provient du nom de la maison du donateur. Par extension il a été attribué à la chapelle.
Construite en 1629 dans le style Louis XIII, la chapelle a été détruite et restaurée plusieurs fois. Elle a une forme rectangulaire d'environ 5 m de côté et autant de haut. Ses murs sont en pierre, et le toit en bardeaux de bois. Une large porte ferme un côté. Le bas-relief qui ornait le frontispice de la chapelle, (sculpture représentant saint Maximin donnant la communion à Marie-Madeleine) a été retiré en 2009 lors de la restauration et déposé à l’intérieur de la chapelle de l’Hôtellerie.

Différentes vues de la chapelle
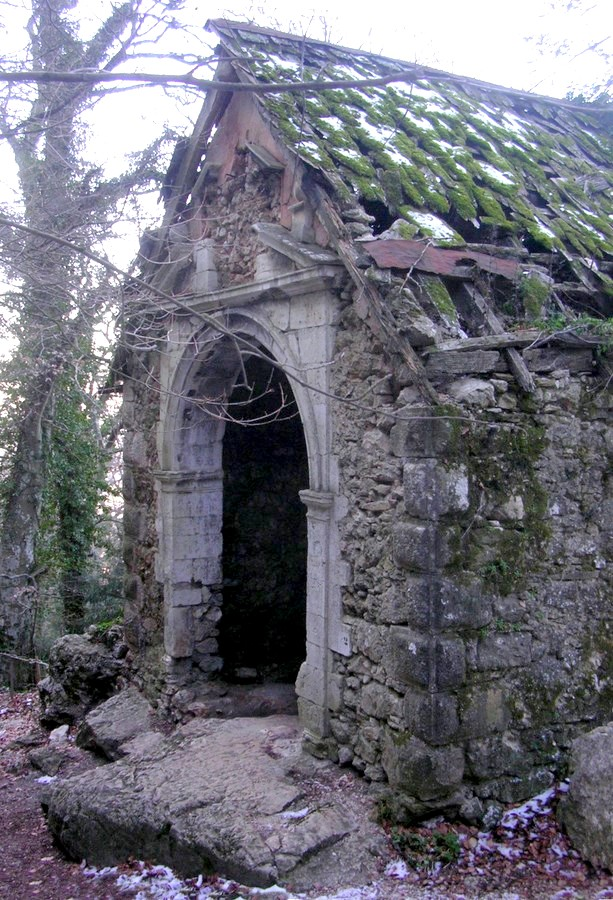
Chapelle des Parisiens en janvier 2007, avant sa restauration.
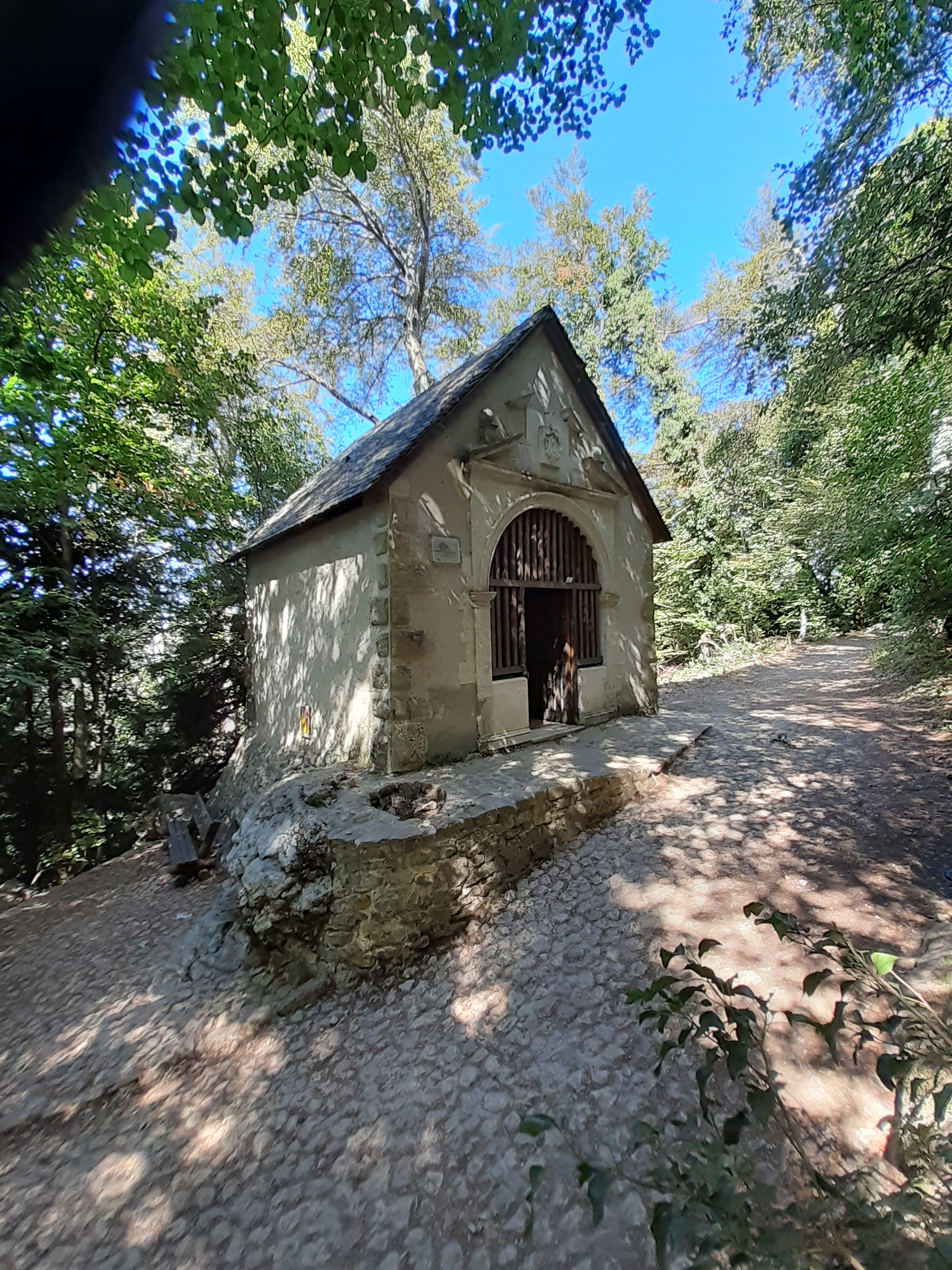
Vue en arrivant à la chapelle
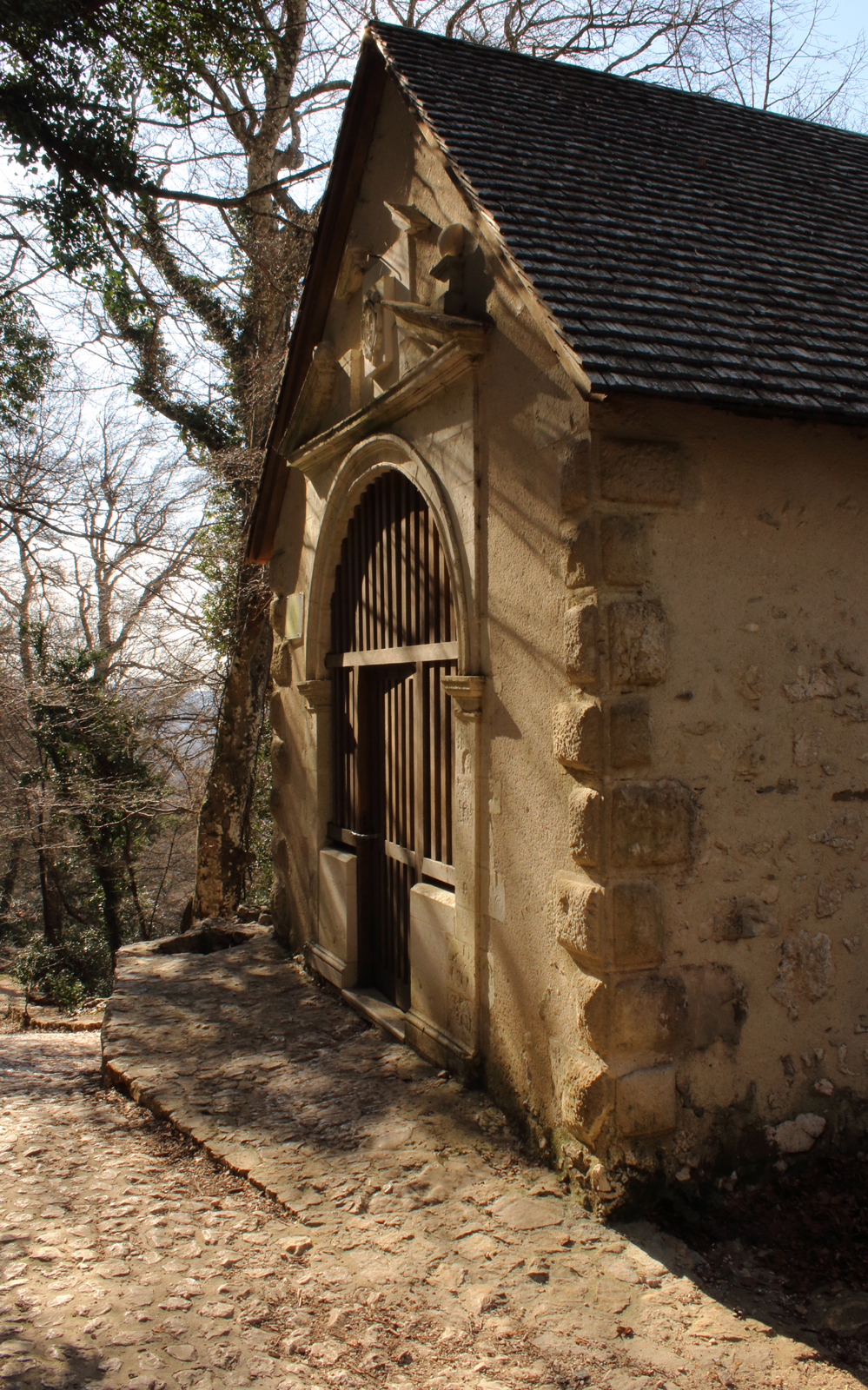
Vue en venant du col
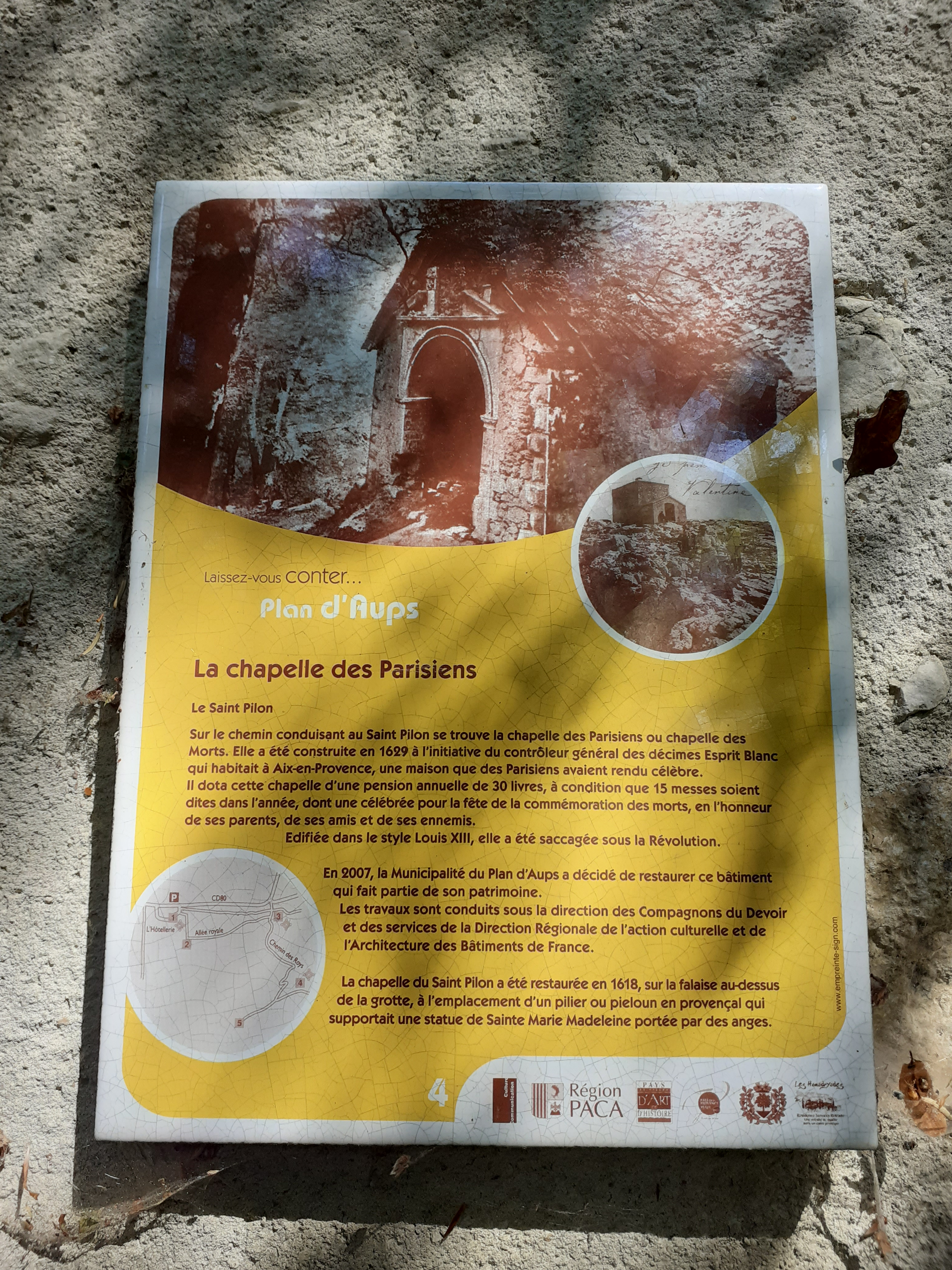
Panneau d'information installé contre la chapelle.